# Tyrannasorus rex
Tyrannasorus rex — викопний вид жуків родини Hybosoridae. Існував у міоцені. Виявлений у шматку бурштина з Домініканської Республіки.

## Викопний зразок
Вважається, що типовий екземпляр є самицею на основі подібності до жіночих екземплярів роду Apalonychus. Вона опинилася в пастці смоли, яку виробляла Hymenaea protera. Раніше бурштин був датований олігоценом або еоценом, але з тих пір ці датування вважаються неправильними, і прийнято вважати, що бурштин утворився між пізнім раннім міоценом і середнім міоценом (15-20 мільйонів років тому). Бурштин походив з Домініканської Республіки, ймовірно, з гірського масиву на північ від Сантьяго-де-лос-Кабальєрос. Камінь надто темний, щоб можна було спостерігати черевні характеристики тіла комахи.